# Lanna Rodrigues
 (mai 2022).
Pour les articles homonymes, voir Rodrigues (homonymie).
Elane Martis Rodrigues ou plus simplement Lanna Rodrigues, née à Rio de Janeiro le 8 septembre 1981, est une chanteuse, compositrice et productrice musicale brésilienne.

## Biographie
Lanna Rodrigues commence sa carrière en 2003 en se produisant dans les boîtes de nuit de Rio de Janeiro,. Sa première grande expérience musicale remonte à 2005, lorsqu'elle se produit dans un rodéo devant un public d'au moins 20 000 personnes, partageant la scène avec le groupe Os Paralamas do Sucesso,.
Le 24 septembre 2005, elle participe au IVe Festival de musique populaire brésilienne de Magé,, avec 147 candidats inscrits. Elle participe ensuite au Ve Festival le 23 septembre 2006, en se qualifiant comme auteur et interprète de la chanson "Marcas do Passado",. Elle remporte la deuxième place au IVe Festival, avec la composition "Não Adianta",.
Lanna Rodrigues participe en 2005 au 1er festival de musique populaire brésilienne, dans la ville de Queimados, promu par le département de l'éducation et de la culture de Queimados et concourt avec la composition "Pra te Esquecer". Elle est classée par le magazine MPB comme la nouvelle révélation de la musique populaire brésilienne.
En 2016, elle participe à la cinquième saison de l'émission de téléréalité The Voice Brazil sur Rede Globo de Televisão, choisie par l'équipe de l'artiste brésilienne Lulu Santos, avec la chanson Pra Você. Après avoir perdu la bataille dans le septième épisode, contre Vitória Carneiro avec la chanson Não Vá Além, elle est éliminée de la compétition. La phase de combat avec Lanna Rodrigues est diffusée au Brésil en trois épisodes, les sixième à huitième épisodes sont représentés par les combats entre le 9 et le 24 novembre 2016. Les entraîneurs sont soutenus par Ivete Sangalo, le super entraîneur de toutes les équipes.
En 2018 elle sort la chanson Outra Vez de Lanna Rodrigues, en collaboration avec Beto Galvão, sélectionnée pour faire partie de la bande sonore de la telenovela diffusée nationalement par Rede Globo O Sétimo Guardião du réalisateur Rogério Gomes. Au cours de la même année 2018, elle participe au Festival international de la santé collective, de la santé mentale et des droits de l'homme, obtenant plusieurs résultats notables sur le marché de l'art. Elle reprend sa carrière théâtrale avec des spectacles basés sur son expérience de travail avec la musique,. Pendant la pandémie de Covid19 au Brésil, elle se tourne vers le social et l'organisation de sa carrière solo, avec un retour progressif au travail fin 2021.
En 2022, le chanteur funk carioca MC Bob Rum prépare le projet de la nouvelle version MPB de sa chanson Está Escrito, avec Lanna Rodrigues et les arrangements du Brasil Melody Band.

## Carrière
Lanna Rodrigues commence sa carrière en chantant dans des bars, des centres commerciaux, des festivals de musique, avec l'opportunité d'ouvrir de grands concerts pour des artistes brésiliens MPB,,, et la participation à des programmes de radio et de télévision.
En 2008, Lanna Rodrigues sort son premier CD Marcas do Passado,,,, avec un espace sur les stations de radio pour une diffusion nationale.
En 2009, elle sort la chanson samba et bossa De vez em Noites sur la compilation Nuth Lounge Brazilian Music Experience, publiée et commercialisée aux États-Unis par le label "Water Music Records", pour que sa chanson puisse être entendue par le public américain et brésilien.
Plus tard, la chanson De vez em Noites est incluse dans la compilation News Fron Brazil Volume I du label Sonarts, avec une sortie simultanée au Brésil et aux États-Unis. Avec la sortie de son premier album, Lanna Rodrigues est montée sur scène avec les artistes Leoni, Os Paralamas do Sucesso  Sandra de Sá, Luka, Guilherme Arantes, Isabella Taviani, Jerry Adriani, Vander Lee, Raquel Koehler entre autres. Elle coécrit des chansons avec Gabriel Sater, Max Viana, Jerry Adriani Luka, João Pinheiro, Manu Santos, Helena Elis, Beto Galvão et Junior Parente.

## Filmographie

### Télévision
- 2016 : The Voice Brasil : Participant (7ème épisode)

## Discographie

### Album
- 2007 - Les nouvelles divas brésiliennes. Enregistré en direct: Centro Cultural de São Paulo - CCSP[27]
- 2008 - «Signes du passé». Label : Tratore / Imusic[4],[17],[18],[19],[20].
- 2009 - «Nuth Louge Expérience musicale brésilienne». Label américain : Water Music Records. (OCLC 424568992)
- 2010 - Festcar - Festival de la chanson Araucaria. Publié: 2010 à Curitiba - PR.
- 2011 - News Fron Brazil Vol I. Publié simultanément au Brésil et aux États-Unis. Label : Sonarts Collection.
- 2016 - «Pra Você». La Voix Brésil[28].
- 2018 - «Outra Vez». Bande originale : The Seventh Guardian (paroles de la vidéo) HD[10].
- 2022 - «Está Escrito (acoustique)». Artiste en vedette : MC Bob Rum[14].